# Fáfnismál

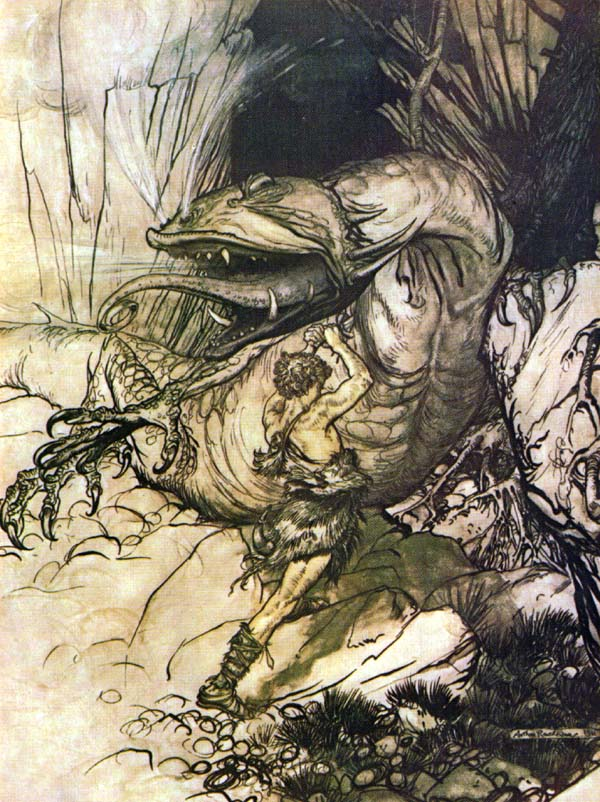
Sigurd enfonsa la seva espasa en el pit de Fáfnir. Il·lustració d'Arthur Rackham.

El Fáfnismál ('dites de Fáfnir') és un poema èddic inclòs en el manuscrit Codex Regius. El poema no té un nom en el manuscrit, ve a continuació del Reginsmál i precedix el Sigrdrífumál. El poema té una estructura més coherent que el Reginsmál: la major part està compost en estil ljóðaháttr, a pesar que nou estrofes es desvien de la mètrica. La primera part del poema és un diàleg entre Sigurd i Fáfnir. Després continua amb la mort de Fáfnir a les mans de Sigurd i els acords amb Reginn i els reclams del tresor d'or.